# Караджаахмет (цвинтар)
Цвинтар Караджаахмет (тур. Karacaahmet Mezarlığı) — історичне кладовище, віком більш ніж 700 років, розташоване в Ускюдарі, в азійській частині Стамбула. Кладовище Караджаахмет — найстаріше в Стамбулі і займає 750 соток (3,0 км²), є найбільшим кладовищем Туреччини. Було названо на честь Караджи Ахмета, супутника воїна Орхана I, другого османського султана, і, як вважають, воно було засноване у середині XIV століття. За підрахунками, на кладовищі поховано понад мільйон людей.
Кладовище Караджаахмет складається з 12 частин, кожна з яких упорядковується різними релігійними групами. Багато історичних надгробків все ще можна побачити з написами османським турецьким алфавітом, варіантом арабського алфавіту. На цвинтарі ростуть високі кипарисові дерева.

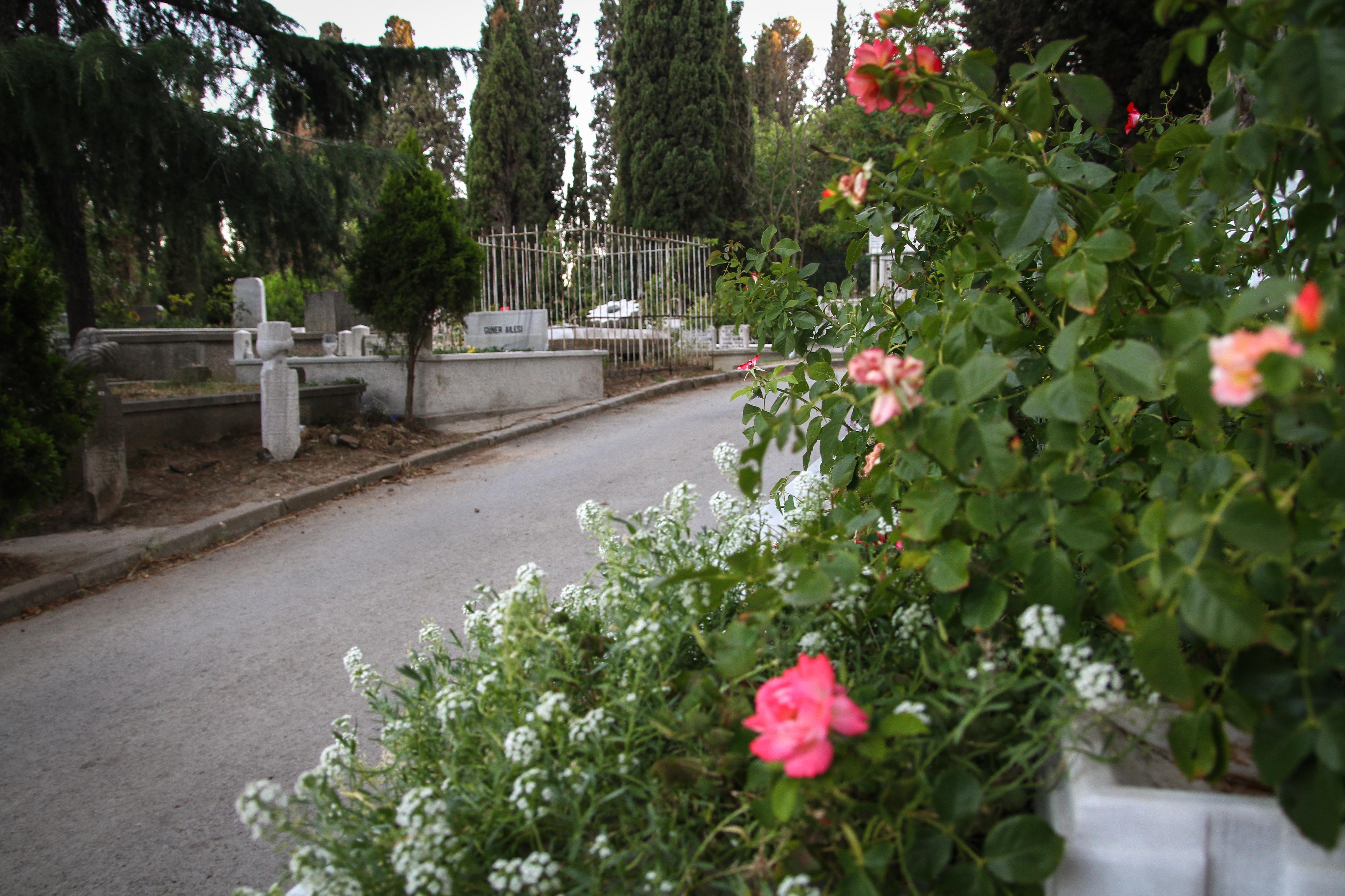
Султанське кладовище Караджаахмет

Тут також розташована святиня Карака Ахмета Султана, лікаря 13 століття і святого Алевітів, секти ісламу. Існує також багато інших історичних гробниць та мажид (араб. — мечеть), побудованих у період Османської імперії.

## Відомі особи поховані на кладовищі

### Історичні
- Шейх Хамдуллах (1436—1520), каліграф
- Бендерлі Алі-паша (? — 1821), Великий візир султана Махмуда II
- Рауф паша (1832—1908), османський Сераскер і Валі

1940-ті
- Мехмет Вехіп-паша (1877—1940), османський генерал.
- Алі-бей Гусєнзаде[4] (1864—1940), азербайджанський письменник, мислитель, філософ, художник і лікар, був творцем сучасного прапора Азербайджану.[5]

1950-ті
- Решат Нурі Ґюнтекін (1889—1956), письменник і драматург
- Джафер Таяр Ільмас (1877—1958),
- Осман Зекі Юнгер (1880—1958), композитор, перший диригент Президентського симфонічного оркестру, генерал

1960-ті
- Сафіє Ерол (1902—1964), романістка
- Фікрет Муала Сайгі (1903—1967), живописець

1970-ті
- Ніхал Атсиз (1905—1975), письменник-націоналіст, романіст, поет і філософ

1980-ті
- Бурхан Фелек (1889—1982), журналіст
- Октай Ріфат Гороску (1914—1988), поет
- Емер Бончук (1917—1988), футболіст і вчитель середньої школи

2000-ті
- Джем Караджа (1945—2004), рок-музикант
- Незіє Віраніяло (1925—2004), жінка-авіатор
- Аріф Мардін (1932—2006), турецько-американський музичний продюсер
- Нюкет Руаджан (1951—2007) джазова співачка, педагог[6]
- Мустафа Шекіп Біргель (1903—2008), полковник у відставці та останній ветеран Війни за незалежність Туреччини
- Фазил Гюсню Дагларджа (1914—2008), поет
- Газанфер Оскан (1931—2009), актор

2010-ті
- Есін Афшар (1936—2011), співачка та сценічна актриса
- Сайт Маден (1931—2013), перекладач, поет, художник та графічний дизайнер
- Октай Сінаноглу (1935—2015), хімік-теоретик[7]
- Тасін Шахінкая (1925—2015), генерал ВПС та один із п'яти лідерів військового перевороту 1980 року
- Ібрагім Еркал (1966—2017), співак і автор пісень[8]
- Кан Барту (1936—2019), баскетболіст, футболіст і оглядач[9]
- Сюлейман Туран (1936—2019), сценічний та кіно актор[10]
- Яшар Бюйканіт (1940—2019), колишній начальник Генерального штабу Збройних сил Туреччини[11]

## Збиток від проекту «Мармарай»
До червня 2007 року вм'ятина діаметром 1,5 м і глибиною 4 м виникла біля стіни кладовища, що було викликано земляними роботами в тунелі за проектом Мармарай. Повідомлялося, що деякі могили були пошкоджені.

## Кладовище Караджаахмет у мистецтві та літературі
Знаменитий англійський поет лорд Байрон написав про кладовище Караджаахмет наступні рядки:
«О, Ускюдар! Він дивиться на тисячі могил білих будинків, а поверх цих могил вишив вічне жалібне листя, схоже на нерозкриту любов, він завжди зелене дерево, що піднімається як ніжний і темний кипарис».
Кладовище століттями дивувало закордонних мандрівників своїм виглядом та архітектурною величчю, і багато мандрівників згадували про це кладовище у своїх спогадах. Теофіл Готьє та граф Едуард Рачинський згадували кладовище Караджаахмет у своїх творах.